# Mark Covell
Mark Covell (Glasgow, 7 de novembro de 1968) é um velejador britânico, medalhista olímpico. Ele competiu nos Jogos Olímpicos de Verão de 2000 na classe Star e conquistou a medalha de prata ao lado de Ian Walker. Em 1997 e 2005, consagrou-se campeão na classe 5.5 Metre.
Ele navegou com o Time Rússia como membro da equipe de mídia para a Volvo Ocean Race de 2008-09.